# Tobey Maguire
Tobias Vincent Maguire (Santa Mônica, 27 de junho de 1975), mais conhecido como Tobey Maguire, é um ator e produtor cinematográfico americano que iniciou sua carreira no final da década de 1980. É conhecido por seu papel como Peter Parker / Homem-Aranha na trilogia de filmes Spider-Man de Sam Raimi e em Spider-Man: No Way Home. Assim também como por seus papéis em Pleasantville, The Cider House Rules, Wonder Boys, Seabiscuit, Brothers e The Great Gatsby. Foi nomeado para os prêmios Globo de Ouro e Screen Actors Guild e recebeu dois Prêmios Saturno, incluindo o de Melhor Ator.

## Biografia
Tobias Vincent Maguire nasceu em 27 de junho de 1975 em Santa Mônica, Califórnia. Seus pais tinham 18 e 20 anos de idade, eram casados e subsequentemente quando Tobey completou dois anos eles se divorciaram. Maguire passou muita parte da sua infância mudando de cidade a cidade, vivendo com o pai ou a mãe e parentes diferentes. Durante a sua infância, despertou nele a ideia de virar chefe de cozinha. E na sexta série ele decidiu entrar em uma aula de culinária, mas sua mãe lhe ofereceu 100 dólares para fazer aulas de teatro e ele concordou.

## Carreira

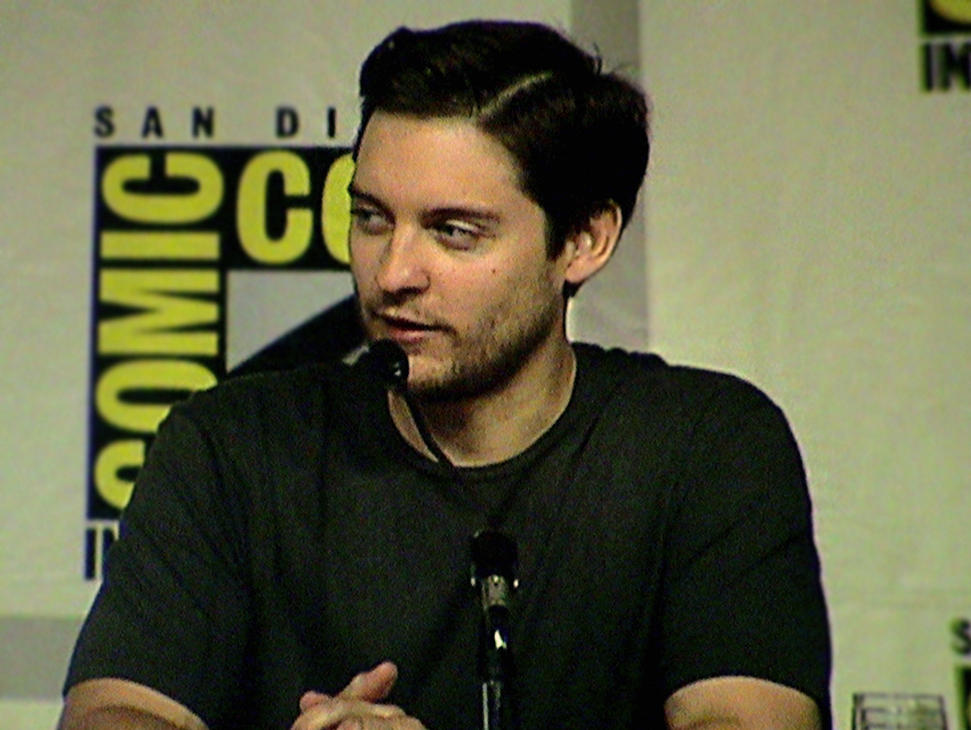
Tobey Maguire na San Diego Comic-Con 2006

Maguire teve sua primeira aparição no cinema no filme The Wizard (1989); ele interpreta um dos capangas de Lucas Barton. Maguire inicialmente trabalhou como ator infantil no início de 1990, muitas vezes desempenhando papéis muito mais jovem do que sua idade cronológica. Ele apareceu em uma variedade de papéis comerciais e TV e cinemas, trabalhando em conjunto com atores como Chuck Norris, Roseanne Barr, e Tracey Ullman. Eventualmente, Maguire foi escolhido como o protagonista na série de televisão da FOX Great Scott, que foi cancelada nove semanas depois.
Durante muitas das suas audições, Maguire encontrou-se com outro ator ascendente, Leonardo DiCaprio. A dupla fez amizade fácil e fez um pacto informal para ajudar uns aos outros a obter papéis em telefilmes e outros projetos. Por exemplo, o teste para o mesmo papel na série de televisão de 1990 com base na comédia Parenthood. DiCaprio conseguiu o papel, e depois Maguire teve o papel do convidado, pelo menos parcialmente, devido à recomendação de DiCaprio. O mesmo cenário se desenrolou durante o casting para o filme This Boy's Life, DiCaprio conseguiu o papel principal teen, e, Maguire tem uma parte como um dos amigos de Tobey.
Em meados de 1990, Maguire trabalhou constantemente, assim acabou se tornando acostumado ao estilo de vida festeiro de alguns de seus colegas atores adolescentes. Em 1995, pediu ao diretor Allan Moyle para libertá-lo de sua parte no filme Empire Records. Moyle foi avisado, e assim todas as cenas de Maguire foram excluídas do filme final. Maguire, em seguida, procurou ajuda para um problema, bebia bastante e era menor de idade, a partir da ajuda do Alcoólicos Anônimo.
Como parte de sua recuperação do alcoolismo e de aprender a lidar com sua auto-descrita "natureza viciante e compulsiva", Maguire mudou ligeiramente sua carreira a fim de obter papéis onde ele e DiCaprio não precisassem estar sempre em competição para o mesmo papel, e a iniciativa deu certo quando ele conseguiu o papel de Paul Hood, um estudante adolescente no filme de ação de Ang Lee de 1997, The Ice Storm. Isso logo levou a uma variedade de papéis de liderança, onde fez um menino atencioso, em filmes como Pleasantville, The Cider House Rules, e Wonder Boys.
No filme Medo e Delírio em Las Vegas, ele interpretava um caroneiro que conheceu Raoul Duke e Dr. Gonzo durante a sua vinda para Las Vegas. Em Cavalgada com o Diabo, Maguire interpretava Jakob Roedel, em frente Jewel Kilcher. Aqui, ele ajudou o filho de um imigrante alemão sindicalista que se junta a seus amigos no sul do Missouri, vingando as atrocidades cometidas contra os nascidos no Missouri pelo Kansas Jayhawkers e redleggers. Em 2001, Maguire teve um papel que contou com a voz soando-juvenil, como um cachorro beagle chamado Lou, no Cats & Dogs filme família.

### Homem-Aranha

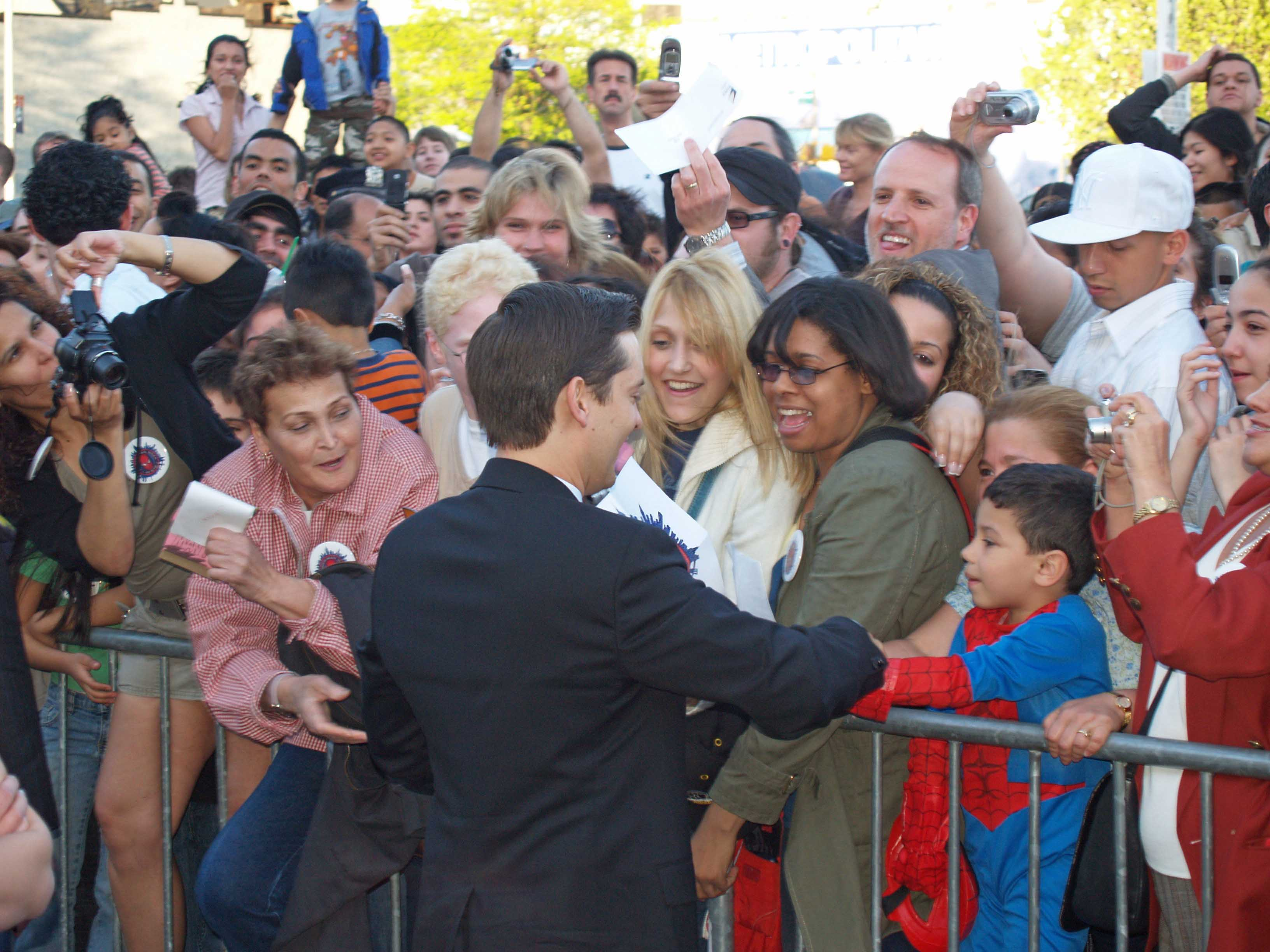
Maguire cumprimentando fãs na estreia de Homem-Aranha 3

Em 2002, Maguire estrelou Homem-Aranha, baseado no super-herói popular da Marvel Comics. O filme foi um grande sucesso e fez dele uma estrela. Ele reprisou o papel nas continuações Homem-Aranha 2 e Homem-Aranha 3, e também dublou o Homem-Aranha em adaptações de video games dos filmes. Todos os três filmes passaram a fazer parte dos filmes de maior bilheteria de cada ano.
Sua performance como o Homem-Aranha lhe rendeu uma recepção positiva. Mark Caro, do Chicago Tribune, escreveu que "com seus grandes, redondos olhos com alma, Maguire sempre foi capaz de transmitir um sentimento de admiração, e seu instinto de eufemismo também serve-lhe bem aqui." Devido a complicações no roteiro e produção, uma proposta para o quarto filme do Homem-Aranha não se concretizou. A Sony Pictures reiniciou a franquia, e tem-se centrado em um Homem-Aranha mais jovem (interpretado por Andrew Garfield) como Peter Parker ainda no ensino médio; Garfield tem uma aparência mais jovem do que Maguire. O filme, intitulado The Amazing Spider-Man, foi lançado em 3 de Julho de 2012.
Em 2015, uma nova espécie de aranha iraniana, Filistata maguirei, foi nomeado após ele em homenagem a sua interpretação de Homem-Aranha. No mesmo ano, Maguire foi comemorado em nome do gênero recém-criado Maguimithrax, um tipo de caranguejo-aranha.
Em 2021, retornou ao papel de Peter Parker / Homem Aranha em Spider-Man: No Way Home, após 14 anos de sua última aparição como o personagem.

## Filmografia

### Cinema
| Ano  | Titulo                            | Papel                           | Notas                 |
| ---- | --------------------------------- | ------------------------------- | --------------------- |
| 1989 | O Gênio do Vídeo Game             | Lucas' Goon no Video Armageddon | Não creditado         |
| 1993 | Despertar de um Homem             | Chuck Bolger                    |                       |
| 1994 | Revenge of the Red Baron          | Jimmy Spencer                   |                       |
| 1994 | S.F.W.                            | Al                              |                       |
| 1994 | Healer                            | Adolescente                     |                       |
| 1997 | Tempestade de Gelo                | Paul Hood                       |                       |
| 1997 | Desconstruindo Harry              | Harvey Stern                    |                       |
| 1997 | Joyride                           | J.T.                            |                       |
| 1998 | Medo e Delírio                    | O Mochileiro                    |                       |
| 1998 | Pleasantville - Viagem ao Passado | David / Bud Parker              |                       |
| 1999 | Regras da Vida                    | Homer Wells                     |                       |
| 1999 | Cavalgada com o Diabo             | Jake Roedel                     |                       |
| 2000 | Garotos Incríveis                 | James Leer                      |                       |
| 2001 | Don's Plum                        | Ian                             |                       |
| 2001 | Como Cães e Gatos                 | Louis "Lou" Brody               | Voz                   |
| 2002 | Homem-Aranha                      | Peter Parker / Homem-Aranha     |                       |
| 2003 | Seabiscuit                        | John "Red" Pollard              |                       |
| 2004 | Homem-Aranha 2                    | Peter Parker / Homem-Aranha     |                       |
| 2006 | O Segredo de Berlim               | Patrick Tully                   |                       |
| 2007 | Homem-Aranha 3                    | Peter Parker / Homem-Aranha     |                       |
| 2008 | Trovão Tropical                   | Ele mesmo                       | Participação Especial |
| 2009 | Entre Irmãos                      | Capitão Sam Cahill              |                       |
| 2011 | Detalhes                          | Jeff Lang                       |                       |
| 2013 | O Grande Gatsby                   | Nick Carraway                   |                       |
| 2013 | Refém da Paixão                   | Henry Wheeler Adulto            |                       |
| 2014 | O Dono do Jogo                    | Bobby Fischer                   |                       |
| 2017 | O Poderoso Chefinho               | Tim Templeton Adulto / Narrador | Voz                   |
| 2021 | Homem-Aranha: Sem Volta para Casa | Peter Parker / Homem-Aranha     |                       |
| 2022 | Babilônia                         | James McKay                     |                       |

| Como Produtor - A Última Noite (2002) - Onde o Amor Está (2011) - Seeking Justice (2011) - Rock of Ages: O Filme (2012) - Risco Imediato (2014) - O Dono do Jogo (2014) - The Spoils of Babylon (2014) - Os Últimos na Terra (2015) - A 5.ª Onda (2016) - A Maratona de Brittany (2019) - Get Duked! (2019) - Raça e Redenção (2019) - The Violent Heart (2020) | Como Produtor Executivo - Seabiscuit (2003) - Anônimo (2021) - Babilônia (2022) |

### Televisão
| Ano  | Titulo                                              | Papel           | Notas                                 |
| ---- | --------------------------------------------------- | --------------- | ------------------------------------- |
| 1989 | Rodney Dangerfield: Opening Night at Rodney's Place | Garoto nº 3     | Filme para TV                         |
| 1990 | Tales from the Whoop: Hot Rod Brown Class Clown     | Hot Rod Brown   | Filme para TV                         |
| 1990 | 1st & Ten                                           | Chad            | Episódio: "If I Didn't Play Football" |
| 1990 | Blossom                                             | Garoto sem nome | Episódio: "Sex, Lies, & Teenagers"    |
| 1991 | Eerie, Indiana                                      | Tripp McConnell | Episódio: "The Dead Letter"           |
| 1991 | Roseanne                                            | Jeff            | Episódio: "Valentine's Day"           |
| 1992 | Wild & Crazy Kids                                   | Ele mesmo       | Promo para Great Scott!               |
| 1992 | Great Scott!                                        | Scott Melrod    | 13 episódios                          |
| 1994 | Walker, Texas Ranger                                | Duane Parsons   | Episódio: "The Prodigal Son"          |
| 1994 | Spoils of War                                       | Martin          | Filme para TV                         |
| 1994 | A Child's Cry for Help                              | Peter Lively    | Filme para TV                         |
| 1996 | Seduced by Madness                                  | Chuck Borchardt | Filme para TV                         |
| 1996 | Duke of Groove                                      | Rich Cooper     | Filme para TV                         |
| 2000 | Saturday Night Live                                 | Ele mesmo/Host  | Episódio: "Tobey Maguire / Sisqó"     |
| 2014 | The Spoils of Babylon                               | Devon           | 6 episódios; Também Produtor          |
| TBA  | Extrapolations                                      | Nic             | Em Breve                              |

### Aparições em jogos
| Ano  | Título       | Papel                             | Detalhes     |
| ---- | ------------ | --------------------------------- | ------------ |
| 2002 | Spider-Man   | Peter Parker / Homem-Aranha (voz) | Protagonista |
| 2004 | Spider-Man 2 | Peter Parker / Homem-Aranha (voz) | Protagonista |
| 2007 | Spider-Man 3 | Peter Parker / Homem-Aranha (voz) | Protagonista |

## Prêmios e Indicações
| Associação                                  | Ano  | Categoria                                             | Trabalho Indicado                 | Resultado |
| ------------------------------------------- | ---- | ----------------------------------------------------- | --------------------------------- | --------- |
| Black Reel Awards                           | 2003 | Melhor Filme                                          | A Última Noite                    | Indicado  |
| CinEuphoria Awards                          | 2011 | Melhor ator – Competição Internacional                | Entre Irmãos                      | Venceu    |
| Empire Awards                               | 2005 | Melhor ator                                           | Homem-Aranha 2                    | Indicado  |
| Prêmios Globo de Ouro                       | 2010 | Melhor ator em Filme de Drama                         | Entre Irmãos                      | Indicado  |
| Golden Schmoes Awards                       | 2002 | Celebridade Favorita do Ano                           | —                                 | Indicado  |
| Kid's Choice Awards                         | 2003 | Ator Favorito                                         | Homem-Aranha                      | Indicado  |
| Kid's Choice Awards                         | 2005 | Ator de Cinema Favorito                               | Homem-Aranha 2                    | Indicado  |
| Prêmios MTV Movie & TV                      | 2003 | Melhor Ator                                           | Homem-Aranha                      | Indicado  |
| Prêmios MTV Movie & TV                      | 2003 | Melhor Beijo                                          | Homem-Aranha                      | Venceu    |
| Prêmios MTV Movie & TV                      | 2005 | Melhor herói                                          | Homem-Aranha 2                    | Indicado  |
| Prêmios MTV Movie & TV                      | 2008 | Melhor Luta                                           | Homem-Aranha 3                    | Indicado  |
| Prêmios MTV Movie & TV                      | 2022 | Melhor equipe                                         | Homem-Aranha: Sem Volta para Casa | Indicado  |
| National Movie Awards                       | 2007 | Melhor Ator                                           | Homem-Aranha                      | Indicado  |
| Online Film & Television Association Awards | 2001 | Melhor Ator Coadjuvante                               | Garotos Incríveis                 | Indicado  |
| Prémios People's Choice                     | 2005 | Estrela de cinema de ação masculina favorita          | Homem-Aranha 2                    | Indicado  |
| Prémios People's Choice                     | 2005 | Química favorita na tela                              | Homem-Aranha 2                    | Indicado  |
| Prémios People's Choice                     | 2008 | Combinação favorita na tela                           | Homem-Aranha 3                    | Indicado  |
| Phoenix Film Critics Society Awards         | 2001 | Melhor Ator Coadjuvante                               | Garotos Incríveis                 | Indicado  |
| Prism Awards                                | 2010 | Desempenho em um longa-metragem                       | Entre Irmãos                      | Indicado  |
| Prêmio Saturno                              | 1999 | Melhor Ator Jovem                                     | Pleasantville                     | Venceu    |
| Prêmio Saturno                              | 2003 | Melhor Ator                                           | Homem-Aranha                      | Indicado  |
| Prêmio Saturno                              | 2005 | Melhor Ator                                           | Homem-Aranha 2                    | Venceu    |
| Prêmio Saturno                              | 2010 | Melhor Ator                                           | Entre Irmãos                      | Indicado  |
| Prémios Screen Actors Guild                 | 1999 | Desempenho excepcional de um elenco em um filme       | Regras da Vida                    | Indicado  |
| Prémios Screen Actors Guild                 | 2003 | Desempenho excepcional de um elenco em um filme       | Seabiscuit                        | Indicado  |
| Prémios Screen Actors Guild                 | 2022 | Desempenho excepcional de um elenco em um filme       | Babilônia                         | Pendente  |
| SFX Awards                                  | 2003 | Melhor ator de ficção científica ou filme de fantasia | Homem-Aranha                      | Indicado  |
| Spike Video Game Awards                     | 2004 | Melhor Performance de um Homem                        | Homem-Aranha 2                    | Indicado  |
| Tallinn Black Nights Film Festival          | 2019 | Melhor Filme Juvenil                                  | Get Duked!                        | Venceu    |
| Teen Choice Awards                          | 2000 | Melhor Ator de Cinema                                 | Regras da Vida                    | Indicado  |
| Teen Choice Awards                          | 2000 | Melhor Filme: Mentiroso                               | Garotos Incríveis                 | Indicado  |
| Teen Choice Awards                          | 2002 | Melhor Ator de Filme: Drama/Ação-Aventura             | Homem-Aranha                      | Venceu    |
| Teen Choice Awards                          | 2002 | Choice Movie: Chemistry                               | Homem-Aranha                      | Indicado  |
| Teen Choice Awards                          | 2002 | Melhor Química                                        | Homem-Aranha                      | Venceu    |
| Teen Choice Awards                          | 2007 | Melhor Ator de Filme: Ação/Aventura                   | Homem-Aranha 3                    | Indicado  |
| Teen Choice Awards                          | 2007 | Melhor Beijo                                          | Homem-Aranha 3                    | Indicado  |
| Teen Choice Awards                          | 2007 | Melhor Dança                                          | Homem-Aranha 3                    | Indicado  |
| Teen Choice Awards                          | 2007 | Melhor Estrondo                                       | Homem-Aranha 3                    | Indicado  |
| Teen Choice Awards                          | 2010 | Melhor Ator de Filme: Drama                           | Entre Irmãos                      | Indicado  |
| Associação de Críticos de Cinema de Toronto | 2000 | Melhor Performance Coadjuvante - Masculino            | Garotos Incríveis                 | Venceu    |
| Young Artist Awards                         | 1993 | Melhor Jovem Ator em Nova Série de Televisão          | Great Scott!                      | Indicado  |

1. 1 2 3 4 5 6  Compartilhado com Kirsten Dunst
2. ↑  Compartilhado James Franco
3. ↑  Compartilhado com Tom Holland e Andrew Garfield
4. ↑  Compartilhado com James Franco, Topher Grace e Thomas Haden Church